# Diplôme national en France
Pour un article plus général, voir Études supérieures en France.
Le diplôme national est un diplôme français qui atteste la réussite à un examen organisé et validé par l’État, qui en garantit la qualité. Son niveau est reconnu aussi bien à l'échelle nationale qu'européenne avec le système ECTS. Les diplômes nationaux sont délivrés en général au nom du ministère de l'Éducation nationale et du ministère de l'Enseignement supérieur et de la Recherche. En France, l’État a le monopole de la collation des grades et des titres universitaires.
Les diplômes nationaux ne peuvent être délivrés qu’au vu des résultats du contrôle des connaissances et des aptitudes (hors cas de la validation des acquis de l'expérience) appréciés par les établissements habilités à cet effet par le ministre chargé de l’Enseignement supérieur après avis du Conseil national de l'enseignement supérieur et de la recherche. Un diplôme national confère les mêmes droits à tous ses titulaires, quel que soit l’établissement qui l’a délivré.

## Présentation
La notion de diplôme national relevant du ministre de l'Éducation nationale apparaît en 1968 dans la loi « Faure » d'orientation de l'enseignement supérieur. En 1971, il est précisé que la liste de ces diplômes est établie par décret. La loi « Savary » sur l'enseignement supérieur en 1984 puis la codification en 2000 conservent cette notion.
Les diplômes nationaux sont reconnus par le ministère de l'Enseignement supérieur après une évaluation faisant appel à différentes expertises. Ils ont longtemps ouvert droit à une participation à un financement par le biais de postes et d'autres dotations. Ils sont différents des diplômes d'université.
Les règles communes pour la poursuite des études conduisant à des diplômes nationaux, les conditions d’obtention de ces titres et diplômes, le contrôle de ces conditions et les modalités de protection des titres qu’ils confèrent, sont définis par arrêté du ministre chargé de l’Enseignement supérieur, après avis ou proposition du Conseil national de l’enseignement supérieur et de la recherche. Les aptitudes et l’acquisition des connaissances sont appréciées, soit par un contrôle continu et régulier, soit par un examen terminal, soit par ces deux modes de contrôle combinés. Les modalités de ce contrôle tiennent compte des contraintes spécifiques des étudiants accueillis au titre de la formation continue. Elles doivent être arrêtées dans chaque établissement au plus tard à l'issue du premier mois de l’année d’enseignement et elles ne peuvent être modifiées en cours d'année.
Seuls peuvent participer aux jurys et être présents aux délibérations des enseignants-chercheurs, des enseignants, des chercheurs ou, dans certaines conditions, des personnalités qualifiées ayant contribué aux enseignements, ou choisies, en raison de leurs compétences, sur proposition des personnels chargés de l’enseignement.
Les diplômes nationaux portent la mention du ou des établissements publics à caractère scientifique, culturel et professionnel qui les ont délivrés.
Les diplômes d'établissement et diplômes d'université ne peuvent pas être porter le même nom que des diplômes nationaux.
Les conventions conclues entre des établissements d’enseignement supérieur privé et des établissements publics à caractère scientifique, culturel et professionnel peuvent, notamment, avoir pour objet de permettre aux étudiants des établissements privés de subir les contrôles nécessaires à l’obtention d’un diplôme national. 

## Liste des diplômes nationaux
Les grades ou titres universitaires des disciplines autres que celles relevant de la santé sont conférés par les diplômes nationaux suivants :
- certificat de capacité en droit ;
- diplôme d'accès aux études universitaires (DAEU) ;
- baccalauréat ;
- brevet de technicien supérieur (BTS) ;
- diplôme universitaire de technologie (DUT) ;
- diplôme d'études universitaires scientifiques et techniques ;
- diplôme d'études universitaires générales ;
- diplôme national de technologie spécialisé délivré jusqu'au 31 août 2021 ;
- diplôme national des métiers d’arts et du design ;
- licence ;
- licence professionnelle ;
- diplôme national de guide-interprète national délivré jusqu'au 31 août 2012 ;
- maîtrise ;
- master ;
- diplôme de recherche technologique ;
- doctorat ;
- habilitation à diriger des recherches.

Les grades ou titres universitaires des disciplines de santé sont conférés par les diplômes nationaux suivants :
- certificat de capacité d’orthoptiste ;
- certificat de capacité d’orthophoniste ;
- diplôme d’État d’audioprothésiste ;
- diplôme de technicien supérieur (DTS) en imagerie médicale et radiologie thérapeutique ;
- diplôme de formation générale en sciences médicales ;
- diplôme de formation générale en sciences pharmaceutiques ;
- diplôme de formation générale en sciences odontologiques ;
- diplôme de formation générale en sciences maïeutiques ;
- diplôme d’État de sage-femme ;
- diplôme de fin de deuxième cycle des études médicales ;
- diplôme de formation approfondie en sciences médicales ;
- diplôme de fin de deuxième cycle des études pharmaceutiques ;
- diplôme de fin de deuxième cycle des études odontologiques ;
- diplôme de formation approfondie en sciences odontologiques ;
- diplôme d'État de docteur en médecine ;
- diplôme d’État de docteur en chirurgie dentaire ;
- diplôme d’État de docteur en pharmacie ;
- certificat d'études supérieures de chirurgie dentaire ;
- certificat d'études cliniques spéciales ;
- diplôme d'études supérieures ;
- attestation d'études approfondies en chirurgie dentaire ;
- diplôme d'études spécialisées ;
- diplôme d'études spécialisées complémentaires ;
- capacité de médecine ;
- doctorat ;
- diplôme d'Etat d'infirmier en pratique avancée ;
- diplôme d'État d'infirmier de bloc opératoire à l'issue de l'année universitaire 2023-2024.

| Nom du diplôme (niv. RNCP/ CEC, sauf (-)) | Années                                          |                                                          | |               |            |                    |                      |                           |                         |                         |                         |                         |                   |                       |                             |  |  |  |          |
| Nom du diplôme (niv. RNCP/ CEC, sauf (-)) | 9 et +                                          |                                                          | DE Médecin DES (-)                                                                                                  | HDR (-)       |            |                    |                      |                           |                         |                         |                         |                         |                   |                       |                             |  |  |  | DESV (-) |
| Nom du diplôme (niv. RNCP/ CEC, sauf (-)) | +8                                              | Doctorat (8)                                             | DE Médecin DES (-)                                                                                                  | DSA DPEA (-)  | DEC (-)    |                    |                      |                           |                         |                         |                         |                         |                   |                       |                             |  |  |  | DESV (-) |
| Nom du diplôme (niv. RNCP/ CEC, sauf (-)) | +7                                              | Doctorat (8)                                             | DE Médecin DES (-)                                                                                                  | DSA DPEA (-)  | DEC (-)    |                    |                      |                           |                         |                         |                         |                         |                   |                       |                             |  |  |  | DESV (-) |
| Nom du diplôme (niv. RNCP/ CEC, sauf (-)) | +6                                              | Doctorat (8)                                             | DE Dentaire (-) DE Pharmacie (-) DFASM (7)                                                                          | HMONP (-)     | DEC (-)    | DE Vétérinaire (-) |                      |                           |                         |                         |                         |                         |                   |                       |                             |  |  |  |          |
| Nom du diplôme (niv. RNCP/ CEC, sauf (-)) | +5                                              | DFASO DFASP DEMK DESF (7)                                | Master (7) | DEA (7)       | DSCG (7)   | DNSEP(7) DSAA (-)  | CCO DE IA DE IPA (7) | CA (7) CNSMD(7) CNSAD (-) | MSc MBA MS Diplovis (-) | ENC (-) ENS (-) INP (-) | ENS (-) IAE (7) ESC (-) | EI (7) ENS (-) DEFV (7) |                   |                       |                             |  |  |  |          |
| Nom du diplôme (niv. RNCP/ CEC, sauf (-)) | +4                                              | DFASO DFASP DEMK DESF (7)                                | Master (7) | DEA (7)       | DSCG (7)   | DNSEP(7) DSAA (-)  | CCO DE IA DE IPA (7) | CA (7) CNSMD(7) CNSAD (-) | MSc MBA MS Diplovis (-) | ENC (-) ENS (-) INP (-) | ENS (-) IAE (7) ESC (-) | EI (7) ENS (-) DEFV (7) |                   |                       |                             |  |  |  |          |
| Nom du diplôme (niv. RNCP/ CEC, sauf (-)) | +3                                              | DFGSM DFGSO DFGSP DFGSMa (6)                             | Licence (6) | LP BUT (6)    | DEEA (6)   | DCG (6)            | DN MADE DNA (6)      | DE I (6) IFPS IRFSS (-)   | DNSP (6)                | ENC (-) ENS (-) INP (-) | ENS (-) IAE (7) ESC (-) | EI (7) ENS (-) DEFV (7) | IRTS (3-6)        | Bachelor Diplovis (-) |                             |  |  |  |          |
| Nom du diplôme (niv. RNCP/ CEC, sauf (-)) | +2                                              | DFGSM DFGSO DFGSP DFGSMa (6)                             | Licence (6) | LP BUT (6)    | DEEA (6)   | DCG (6)            | DN MADE DNA (6)      | DE I (6) IFPS IRFSS (-)   | DNSP (6)                | BTS (5)                 | AL/BL LSH (-)           | ECG D1 D2 (-)           | IRTS (3-6)        | Bachelor Diplovis (-) | BC MP PC PSI PT MPI TSI (-) |  |  |  |          |
| Filière, discipline ou spécialité         | +1                                              | L.AS PASS (-)                                            | Licence (6) | LP BUT (6)    | DEEA (6)   | DCG (6)            | DN MADE DNA (6)      | DE I (6) IFPS IRFSS (-)   | DNSP (6)                | BTS (5)                 | AL/BL LSH (-)           | ECG D1 D2 (-)           | IRTS (3-6)        | Bachelor Diplovis (-) | BC MP PC PSI PT MPI TSI (-) |  |  |  |          |
| Filière, discipline ou spécialité         |                                                 | Médecine Odontologie Pharmacie Maïeutique Kinésithérapie | Arts - Commerce, économie - Droit - Enseignement - Lettres et langues - Sciences humaines - Sciences et technologie | Pro ou Techno | Architecte | Comptabilité       | Arts Design Mode     | Paramédical et santé      | Musique Danse Comédie   | Social Sports           | Libre Technique         | STS                     | Lettres           | Économie              | Scientifique                |  |  |  |          |
| Filière, discipline ou spécialité         | Université, École délivrant un diplôme national | Université, École délivrant un diplôme national          | Université, École délivrant un diplôme national                                                                     | École         | École      | École              | École                | École                     | École                   | École Privée            | École, Lycée CPGE       | École, Lycée CPGE       | École, Lycée CPGE | École, Lycée CPGE     |                             |  |  |  |          |